# Oreochromis mortimeri
Espèce
Statut de conservation UICN

 CR A2ae : 
En danger critique
Synonymes
- Tilapia mortimeri Trewavas, 1966
- Sarotherodon mortimeri (Trewavas, 1966)
- Sarotherodon mossambicus mortimeri (Trewavas, 1966)
- Tilapia mossambica mortimeri Trewavas, 1966
- Tilapia mossambica (non Peters, 1852)[1]

Oreochromis mortimeri est une espèce de poisson de la famille des cichlidae et de l'ordre des Cichliformes. Cette espèce est endémique de l'Afrique. Il fait partie des nombreuses espèces regroupées sous le nom de Tilapia.

## Répartition géographique
Cette espèce est endémique de l'Afrique. Cette espèce ce rencontre dans le moyen-Zambèze et ses affluents, dont la rivière Luangwa (sauf probablement la partie supérieure de ses affluents Lunsemfwa et Mulungwishi au-dessus de l'escarpement) et dans la rivière Hunyani.

## Statut UICN

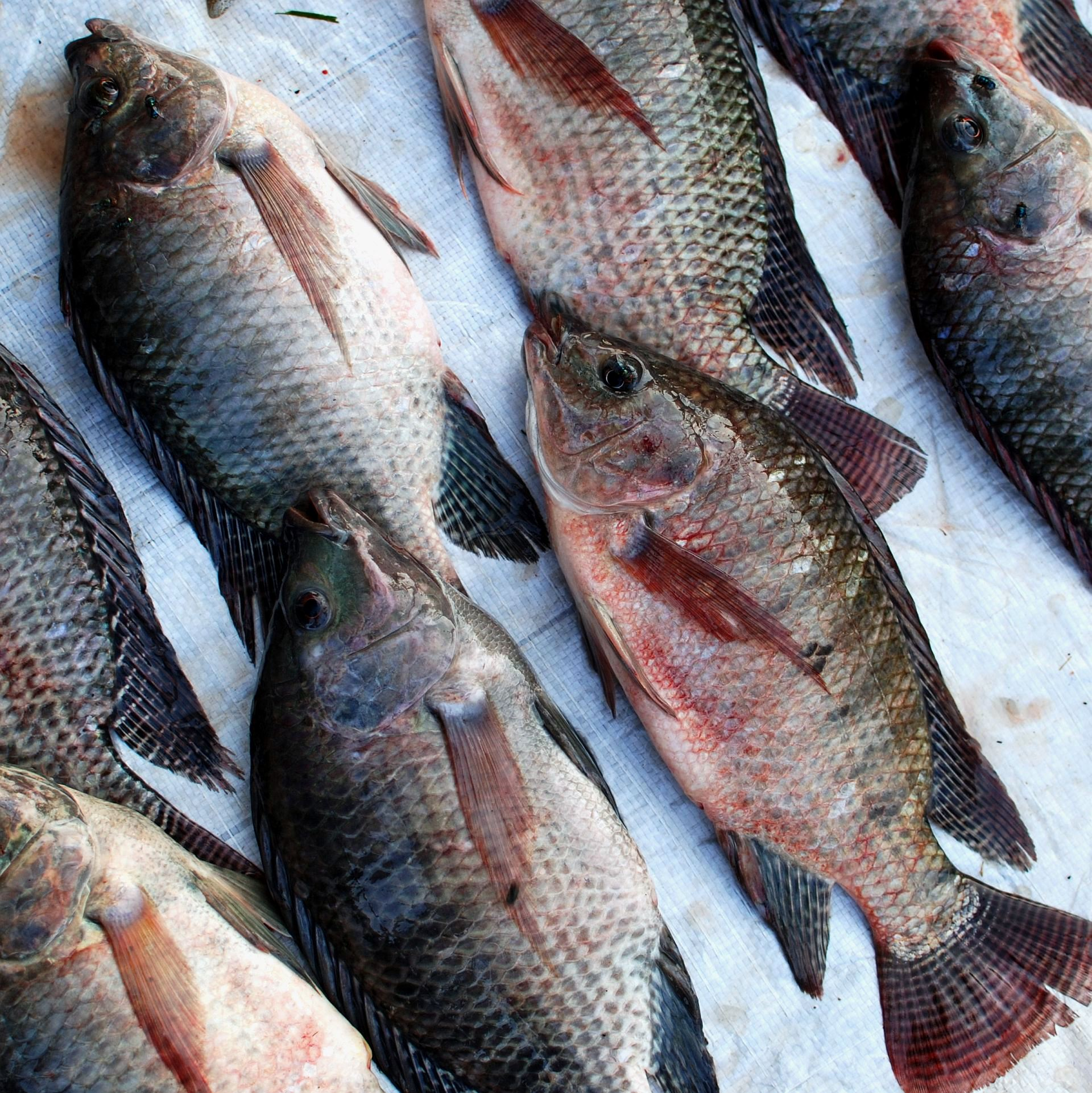
Espèce souvent considéré comme invasive Oreochromis niloticus

Selon l'Union internationale pour la conservation de la nature (UICN) : Cette espèce est en déclin rapide dans le lac Kariba et le fleuve Zambèze et est remplacé par l'espèce exotique Oreochromis niloticus. Il n'y a pas de refuges pour les espèces connues. Le taux de déclin est d'au moins 80 % dans les 10 dernières années. L'espèce se qualifie donc en danger critique d'extinction.